# فریدون ناصری
فریدون ناصری (زادهٔ ۱۴ آبان ۱۳۰۹ – درگذشتهٔ ۱۷ تیر ۱۳۸۴) موسیقی‌دان، رهبر ارکستر و نوازندهٔ تیمپانی اهل ایران بود. او سال‌ها رهبر ارکستر و مدیر هنریِ ارکستر سمفونیک تهران بود.

## زندگی هنری
فریدون ناصری ۱۴ آبان ۱۳۰۹ در تهران متولد شد. از کلاس پنجم به هنرستان عالی موسیقی رفت و به یادگیری ویولنسل و سازهای ضربی پرداخت. از سال سوم دبیرستان در کلاس‌های هارمونی ثمین باغچه بان شرکت کرد و بعد از اخذ دیپلم هارمونی تخصصی، طی چهار سال دوره عالی کنترپوان، فوگ و اصول آهنگسازی را نزد وی آموخت. سپس به بلژیک رفت و در کنسرواتوار سلطنتی بروکسل، در کلاس‌های آهنگسازی، تصنیف موسیقی فیلم و رهبری ارکستر آندره سوری شرکت کرد.

## فعالیت‌ها
- نوازندگی در ارکسترهای ناسیونال بلژ و ارکستر رادیو تلویزیون با گروه موسیقی تازه بروکسل.
- همکاری با رادیو و تلویزیون ایران در دههٔ ۴۰ و ۵۰
- همکاری در تاسیس ارکستر فارابی به رهبری مرتضی حنانه .
- ساخت موسیقی فیلم از جمله: موسیقی فیلم‌های «ستارخان» ساخته علی حاتمی، «حسن سیاه» از پرویز اصانلو، «فصل خون» از حبیب کاوش، «محکومین» و «تاریخ‌سازان» از هادی صابر، «کفش‌های میرزا نوروز» از محمد متوسلانی، «آن سوی مه» و «ناخدا خورشید» از ناصر تقوایی و شماری از مجموعه‌های تلویزیونی.
- عضو شورای مرکزی و از بنیانگذاران کانون آهنگسازان سینمای ایران.
- منصب مدیرعامل خانه موسیقی ایران.[۲]
- انتخاب شده به عنوان چهره ماندگار در دومین همایش چهره‌های ماندگار (۱۳۸۱)[۳]

## آثار
- ترجمهٔ کتاب اصطلاحات جهانی و لغات رایج موسیقی به زبان ایتالیایی نوشتهٔ رافائل کودکار، ۱۳۶۲
- ترجمه کتاب چگونه یک پارتیتور ارکستر را بخوانیم. نوشته ادوارد لیندنبرگ. انتشارات سرود، تهران، ۱۳۷۶.
- کتاب تاریخ موسیقی روس (تألیف)، ۱۳۷۹.[۴]
- کتاب فرهنگ جامع اصطلاحات موسیقی (تألیف)، ۱۳۸۱.
- قطعهٔ سمفونیک حماسهٔ فلسطین که برای ارکستر سمفونیک تصنیف کرد.

## درگذشت
فریدون ناصری در ۱۷ تیر سال ۱۳۸۴ پس از مدتی بستری‌بودن به‌علت نارسایی قلبی در بیمارستان مدائن تهران درگذشت.

## کتابخانه فریدون ناصری
پانزده سال پس از درگذشت فریدون ناصری، سجاد پورقناد سردبیر ژورنال گفتگوی هارمونیک با کمک نیما ناصری فرزند فریدون ناصری، آثار به جای مانده از او را در کتاب خانه اش مورد ارزیابی قرار دادند و در این کنکاش، پارتیتور‌های زیادی از آثار منتشر شده و منتشر نشده او به همراه تعداد زیادی، نامه، سند، دست نوشته و... از فریدون ناصری و دیگر هنرمندان موسیقی ایران کشف شد. 